# ساول موراليس
ساول موراليس (بالإسبانية: Saúl Morales)‏ هو دراج إسباني، ولد في 3 مايو 1973 في مدريد في إسبانيا، وتوفي في 28 فبراير 2000.

## وصلات خارجية
- ساول موراليس على موقع أرشيف الدراجات (الإنجليزية)
- ساول موراليس على موقع إحصائيات الدراجات الإحترافية (الإنجليزية)